# 28 Virginis
28 Virginis är en orange jätte i Jungfruns stjärnbild.
Stjärnan har visuell magnitud +6,80 och är inte synlig för blotta ögat utan fältkikare. Den befinner sig på ett avstånd av ungefär 815 ljusår.